# Дамьят
Дамья́т (фр. Damiatte, окс. Damiata) — коммуна во Франции, находится в регионе Юг — Пиренеи. Департамент — Тарн. Входит в состав кантона Плен-де-л’Агу. Округ коммуны — Кастр.
Код INSEE коммуны — 81078.

## География
Коммуна расположена приблизительно в 580 км к югу от Парижа, в 45 км восточнее Тулузы, в 34 км к юго-западу от Альби.
На юге коммуны протекает река Агу.

## Климат
Климат умеренно-океанический. Зима мягкая и дождливая, лето жаркое с частыми грозами. Ветры довольно редки.

## Население
Население коммуны на 2010 год составляло 971 человек.
| 1962 | 1968 | 1975 | 1982 | 1990 | 1999 | 2010 |
| ---- | ---- | ---- | ---- | ---- | ---- | ---- |
| 928  | 914  | 838  | 733  | 746  | 767  | 971  |

## Администрация
| Период | Период | Фамилия      | Партия | Примечания |
| ------ | ------ | ------------ | ------ | ---------- |
| 2001   | 2008   | Жак Тюкоу    |        |            |
| 2008   | 2020   | Эвелин Фадди |        |            |

## Экономика
В 2007 году среди 568 человек в трудоспособном возрасте (15—64 лет) 415 были экономически активными, 153 — неактивными (показатель активности — 73,1 %, в 1999 году было 71,8 %). Из 415 активных работали 363 человека (210 мужчин и 153 женщины), безработных было 52 (27 мужчин и 25 женщин). Среди 153 неактивных 52 человека были учениками или студентами, 51 — пенсионерами, 50 были неактивными по другим причинам.

## Достопримечательности
- Голубятня Брюнье (XVII век). Исторический памятник с 1990 года.[4]